# Tiffany (chat)
Pour les articles homonymes, voir Tiffany.
Ne doit pas être confondu avec Chantilly-Tiffany ou Tiffany & Co.
Le tiffany, tiffanie ou asian longhair est une race de chats originaire du Royaume-Uni et issue de l'élevage du burmese anglais. Ce chat de taille moyenne est la variété à poils mi-longs de l'asian et du burmese anglais.
Son caractère est à mi-chemin de la sérénité du persan et la dynamique du burmese. Sa fourrure douce et crémeuse paraît épaisse et camoufle son ventre. Son alimentation doit être adaptée à ses besoins et sa fourrure doit être régulièrement brossée.
Le tiffany ne doit pas être confondu avec le chantilly-tiffany.

## Historique
L'élevage de la race a commencé par accident en Angleterre, en 1981 lorsqu'à l'insu de leur maîtresse la baronne Miranda von Kirchberg, un burmese européen et un persan chinchilla eurent une portée de chatons à l'allure du burmese mais de couleur chinchilla. La beauté des chatons incita la baronne à lancer un programme d'élevage de burmeses argentés et créa la race burmilla. De ce programme d'élevage en 1999 naquirent de nombreux chatons dont la couleur n'était pas celle du chinchilla ou dont la robe avait les poils longs, ce qui donna respectivement naissance aux races asian  et tiffany,. 
Cette dernière est reconnu en 1999 par Waratah State Cat Alliance et devient une nouvelle race en Nouvelle-Galles du Sud. Commence à nouveau un autre programme d'élevage mineur à Victoria et dans le Queensland. Une cinquantaine de chats sont produits par neuf éleveurs en Nouvelle-Galles du Sud, trois à Victoria et deux dans le Queensland.
L'appellation de la race peut s'écrire à la fin par un y (tiffany), comme le magasin de bijoux célèbres des États-Unis Tiffany & Co, soit par ie (tiffanie) . Il s'agit de la distinguer du burmese américain à poil long connus aussi sous le nom « Tiffany ». Le tiffanie britannique correspond au tiffany du LOOF et le chantilly n'est pas forcément un tiffany.

## Standards

### Notation
| Fédérations | Tête | Yeux | Corps | Robe | Condition |
| ----------- | ---- | ---- | ----- | ---- | --------- |
| LOOF        | 30   | 20   | 30    | 20   | 0         |
| WCF         | 25   | 20   | 20    | 30   | 5         |

### Corps
Le tiffany a un corps de taille et longueur moyenne, avec une forte musculature due à sa fourrure épaisse proche de son corps et un poids que l'on imaginerait moins lourd en le voyant. La femelle est plus petite et menue que le mâle. Les pattes sont fines et proportionnées par rapport au corps, avec les pattes postérieures plus hautes que les pattes antérieures. La queue est modérément épaisse à la base et s'effile vers un bout arrondi. Si on la ramène sur le corps, elle doit atteindre les épaules du chat.

### Tête
La tête est de taille moyenne mais doit cependant être assez haute. Le dessus doit être arrondi, un front plat est une faute. Elle forme de face un petit triangle, complété par des pommettes larges, des joues compactes, un stop au stop marqué  et un menton délicat sans protubérance. La truffe ne fuit ni vers l'avant, ni vers l'arrière. Les yeux sont grands, obliques et bien espacés et pas comme ceux des chats orientaux, bien proportionné. La couleur des yeux varie du doré à l'ambre vert. Toutefois, plusieurs autres couleurs sont valides suivant celle de la robe, sauf le vert considéré comme une faute. Les oreilles sont fines, grandes et légèrement inclinées vers l'avant, de taille modérée. Elles sont bien écartées sur le crâne et s'arrondissent de profil. Il peut y avoir une taroupe à l'intérieur et une touffe de poils sur les pointes des oreilles est acceptable.

### Robe
La robe est mi-longue ou longue selon le type, avec une texture soyeuse et fine puisque constituée de peu de sous-poil laineux. Elle doit paraître dense et fournie et adoucir la silhouette du chat,. Elle se couche le long de l'échine, bien lustrée.  Le poil est brillant, lisse et s'allonge sur la culotte, la collerette, sous le ventre et sur la queue. Les marques tabby fantômes chez les adultes non agoutis (sauf pour la couleur orange) sont pénalisante, sauf pour les chatons.
La queue est fournie tel un plumeau. Une collerette est souhaitable chez l'adulte, la préférence est donnée au chat avec une collerette et les culottes pleines lors de concours.
Le tiffany existe en une grande diversité de robes ; les patrons autorisés  sont identiques à ceux du burmese et de l'asian : self, tabby, silver, ticked, smoke que ce soit pour les couleurs traditionnelles ou le sépia. Pour les sujets ayant une robe traditionnelle, toutes les nuances de vert et de jaune sont acceptées, bien que l'or soit préféré si la robe est unie ou vert en cas de robe silver. Chez les tiffany sépia, seules les nuances de jaune sont acceptées. Elle est d'une couleur uniforme sans taches blanches.

### Mariages autorisés
Les seuls mariages autorisés sont ceux avec le burmese anglais, l'asian et la race elle-même,.

## Caractère
Les traits de caractère restent parfaitement individuels et sont avant tout fonction de l'histoire de chaque chat.
Cette race est décrite comme raffinée, sociable, paisible, affectueuse et facile à vivre, d'un air digne. Le caractère de la race est considéré comme étant le juste milieu entre la placidité du persan et l'énergie des chats orientaux ; elle a un niveau d'activité intermédiaire. Le tiffany est donc un compromis adapté pour les personnes aimant le caractère du burmese et la fourrure des chats à poil long. Les éleveurs de cette race de chat la décrive moins exigeante que le burmese et plus calme que les siamois. Toutefois, le tiffany est moins actif que le burmilla.
Le tiffany s'adapte bien à la vie en appartement et aime la présence de son maître comme il aime la solitude. Elle convient aux familles et aux personnes âgées.

## Élevage

### Soins et entretien
Ce chat doit avoir une alimentation contrôlée sous peine de surpoids. L'épaisse fourrure se brossant avec une brosse souplesemi-longue peut facilement dissimuler les débuts d'obésité. [réf. nécessaire]

### Reproduction

#### Santé
Comme l'apparition des versions à poil semi-long provient d'un gène récessif, il est nécessaire de croiser les chats à poil mi-long entre eux pour garder cette caractéristique. Le tiffany étant à l'origine un croisement entre deux races différentes, elle tient généralement une certaine vigueur de cette hybridation. Les tiffanies de la première génération issus de croisement étaient moins susceptibles d'afficher des caractères récessifs génétiques contrairement à ceux issus actuellement de cette même race donnant des chatons délétères, perdant de la robustesse. Le tiffany de première génération est un animal plus robuste, plus sain que d'autres races. Sa durée de vie moyenne est estimée à celle du burmilla, autour de dix-sept ans pour un chat sain.
La maladie polykystose rénale type récessif est une maladie héréditaire des reins associée au persan, une des races fondatrice du tiffany. Les sélectionneurs déclarent cependant qu'avant toute reproduction, chaque chat de la race doit être testé négatif au PKHD1. Les éleveurs revendiquent une norme d'élevage sur la reproduction stricte soit instaurée, avec un accent sur la reproduction d'animaux génétiquement sains, est le principal objectif des affidés à la race.
Des chatons de quelques lignées peuvent afficher d'importantes hernies ombilicales où il y a recours à la chirurgie. Les éleveurs et sélectionneurs sont capables de résoudre cette difficulté lors de la mise bas.

### Acquisition
En Australie, le tiffany coûte environ 800 dollars australiens en moyenne, le chaton castré dit « de compagnie » 600 dollars australiens et un adulte capable de se reproduire 1 000 dollars australiens.
L'adoption est possible dès l'âge de douze semaines. Néanmoins, le chaton devra être soigneusement contrôlé par un vétérinaire, vacciné, stérilisé, enregistré et pucé.

#### Standards
- Standard LOOF
- Standard WCF

#### Autre
- (en) Colleen Walters, « Australian Tiffanie Cat », CTC Productions (consulté le 2 mai 2011).

### Association
- L'Asian Longhair ou Tiffany de l'association française de la race Beautifulcats
- Tiffany de l'association AFAS